# アントニー・エルナンデス
アントニー・エルナンデス（2001年10月11日 - ）はコスタリカのサッカー選手。ポジションはFW。

## 経歴

### クラブ
2020年にプンタレナスFCに加入。2022年7月20日のASサン・カルロス戦でデビューした。8月11日のムニシパル・グレシア戦で初得点を記録した。

### 代表
プロデビューからわずか１ヶ月後の2022年8月23日の韓国代表との親善試合でA代表デビュー。同27日のウズベキスタン代表戦では後半アディショナルタイムの92分に相手GKが弾いたボールに素早く反応してコスタリカ代表での初得点を記録した。
2022 FIFAワールドカップの本大会メンバーにも選出された。

## 代表歴

### 出場大会
- コスタリカ代表
  - 2022 FIFAワールドカップ

### 試合数
- 国際Aマッチ 3試合 1得点（2022年）[6]

| コスタリカ代表 | 国際Aマッチ | 国際Aマッチ |
| 年             | 出場        | 得点        |
| -------------- | ----------- | ----------- |
| 2022           | 3           | 1           |
| 通算           | 3           | 1           |